# Campeonato Europeo de Halterofilia de 1955
El XXXV Campeonato Europeo de Halterofilia se celebró en Múnich (RFA) entre el 12 y el 16 de octubre de 1955 bajo la organización de la Federación Europea de Halterofilia (EWF) y la Federación Alemana de Halterofilia.
El evento fue realizado en el XXXII Campeonato Mundial de Halterofilia. Los tres mejores halterófilos europeos de cada categoría recibieron las correspondientes medallas.

## Medallistas
| Evento  | Oro                              | Plata                                | Bronce                                |
| ------- | -------------------------------- | ------------------------------------ | ------------------------------------- |
| 56 kg   | Vladimir Stogov URSS 335,0       | Marc Marcombe Francia 280,0          | Herbert Grüner · Austria · 280,0      |
| 60 kg   | Rafael Chimishkian URSS 350,0    | Ivan Udodov URSS 345,0               | Sebastiano Mannironi · Italia · 325,0 |
| 67,5 kg | Nikolai Kostylev URSS 382,5      | Luciano De Genova · Italia · 342,5   | Josef Tauchner · Austria · 342,5      |
| 75 kg   | Fiodor Bogdanovski URSS 405,0    | Ingemar Franzen · Suecia · 372,5     | Krzysztof Beck · Polonia · 372,5      |
| 82,5 kg | Vasili Stepanov URSS 425,0       | Václav Pšenička Checoslovaquia 395,0 | Czesław Białas · Polonia · 385,0      |
| 90 kg   | Arkadi Vorobiov URSS 455,0       | Jean Debuf Francia 410,0             | Ivan Veselinov Bulgaria 402,5         |
| +90 kg  | Eino Mäkinen · Finlandia · 422,5 | Theo Aaldering RFA 420,0             | Franz Hölbl · Austria · 417,5         |

1. 1 2 3  Fuerza (kg) + arrancada (kg) + dos tiempos (kg) = TOTAL (kg)

## Medallero
| Núm. | País           | Oro | Plata | Bronce | Total |
| ---- | -------------- | --- | ----- | ------ | ----- |
| 1    | URSS           | 6   | 1     | 0      | 7     |
| 2    | Finlandia      | 1   | 0     | 0      | 1     |
| 3    | Francia        | 0   | 2     | 0      | 2     |
| 4    | Italia         | 0   | 1     | 1      | 2     |
| 5    | Checoslovaquia | 0   | 1     | 0      | 1     |
| 5    | RFA            | 0   | 1     | 0      | 1     |
| 5    | Suecia         | 0   | 1     | 0      | 1     |
| 8    | Austria        | 0   | 0     | 3      | 3     |
| 9    | Polonia        | 0   | 0     | 2      | 2     |
| 10   | Bulgaria       | 0   | 0     | 1      | 1     |
|      | TOTAL          | 7   | 7     | 7      | 21    |